# Champagne Lanson
Lanson est une maison de Champagne fondée en 1760 à Reims.
Le champagne Lanson est la marque phare du groupe Lanson-BBC, deuxième plus grand groupe de Champagne en 2020,.
Par son implantation à l'international (présence dans plus de 80 pays), son volume de vente ainsi que sa renommée, la maison Lanson fait partie des maisons de Champagne. La maison est connue pour ne pas pratiquer de fermentation malolactique et utiliser une part importante de pinot noir et de chardonnay dans ses assemblages.

## Histoire

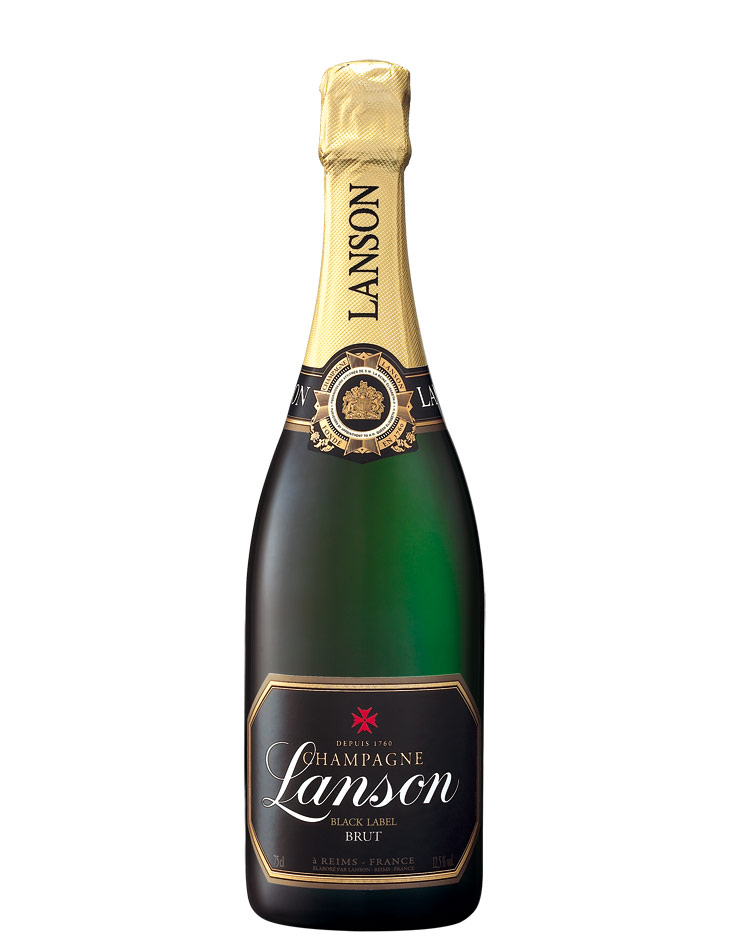
Lanson Black Label, le Brut caractéristique du Style Lanson.

En 1760, François Delamotte crée la maison de Champagne Delamotte à Reims, l’une des plus anciennes de l’histoire, dans l'immeuble situé à l'angle de la rue Cérès et de la rue des Marmousets, où s'élève son hôtel particulier. Les caves se trouvent alors sous l'immeuble en question. Sur le blason familial, la devise « Vive et me ama » (Vivez et aimez-moi) est dès lors adoptée. François Delamotte s’associe par la suite à son fils aîné Alexandre pour créer Delamotte Père & Fils. Lors de la dissolution de l'Ordre de Malte, à la suite de la conquête de l'île de Malte par Bonaparte, en 1798, le fils cadet de François Delamotte, Nicolas Louis Delamotte, rentre de l’île, où il servait comme Chevalier de l’Ordre de Malte. Il s'établit à Reims et rejoint la maison paternelle. Nicolas-Louis Delamotte, succède à son père et adopte la Croix de Malte comme emblème commercial.
Jean-Baptiste Lanson, ami de longue date puis associé des Delamotte depuis 1828 prend progressivement un rôle déterminant dans la conduite de la maison. Après un pacte conclu entre les deux familles, il succède à Nicolas-Louis Delamotte lorsque ce dernier décède et rebaptise la maison J-B Lanson et Compagnie. La même année en 1837, deux des fils de Jean-Baptiste Lanson, Victor-Marie et Henri, entrent dans l’affaire familiale.
Mme Marie-Louise Lanson de Nonancourt fera renaître la maison Delamotte au Mesnil-sur-Oger en 1927.
En 1882, Victor-Marie Lanson signe un premier contrat d’agent exclusif avec la maison Percy Fox à Londres, il durera 100 ans et contribuera au succès de Lanson. En 1900, La Reine Victoria décerne à Lanson le prestigieux mandat de fournisseur officiel de la cour d’Angleterre, le Royal Warrant, distinction que Lanson a toujours conservée depuis.
En 1893, la maison Lanson Père et Fils, déclarée en règlement judiciaire, est mise en adjudication et rachetée par un des nombreux neveux de Léon et Ferdinand Lanson, Henri-Marie Lanson.
De 1919 à 1967, lorsqu’est entreprise la reconstruction de Reims, Henri-Marie Lanson reçoit l’aide de ses fils Victor et Henri pour relever la maison Lanson Père et Fils de ses ruines, reconstituer un outil de production durement éprouvé par quatre années de guerre et conquérir une nouvelle clientèle. Alors que dans le même temps certains grands négociants se défaussent en vendant quelques-uns de leurs meilleurs vignobles, la maison agrandit le sien en achetant plusieurs prestigieux vignobles.
En 1927, Victor Lanson acquiert les bâtiments et caves de la maison Binet, datant de 1886, rue de Courlancy à Reims.
En 1937, il souhaite favoriser les ventes du brut « sans année » et en l’honneur du premier marché de la maison, la Grande Bretagne, il décide de nommer cette cuvée le Black Label, « étiquette noire » en français. Par la suite, il fut l’un des premiers à avoir élaboré du champagne rosé.
Victor Lanson poursuit les efforts de prospection qui sont couronnés de succès, puisque la maison Lanson Père et Fils se voit successivement décerner les brevets de fournisseur du roi d’Espagne Alphonse XIII et des rois de Suède Gustave V et Gustave VI, qui s’ajoutent à celui obtenu de la cour d’Angleterre, et que ses ventes augmentent de façon conséquente.
Etienne Lanson, un des fils de Victor Lanson, intègre la maison aux côtés de son père. Il en prend les rênes en 1967 et décide alors de conserver en cave les anciens millésimes afin de développer une œnothèque unique dont la maison jouit encore aujourd’hui.
En 1975, le groupe Gardinier fait l’acquisition des champagnes Lanson puis Pommery en 1979.
En 1976, la maison Lanson Père et Fils prend le contrôle de la maison Massé, dont les installations au numéro 48 de la rue de Courlancy jouxtent les siennes.
À partir de 1977, la maison Lanson est partenaire du tournoi de Wimbledon.
En 1984, le groupe Gardinier cède les champagnes Lanson et Pommery à BSN (futur groupe Danone). De 1984 à 1990, BSN, nouveau propriétaire de la maison Lanson Père et Fils, entreprend de grands travaux d’aménagement et d’équipement, dans les locaux, les caves et la cuverie, pour en faire une entreprise concurrentielle.
En 1991, la maison Lanson (en même temps que la maison Pommery) est vendue par BSN à LVMH. Trois mois après, LVMH revend la maison à Marne et Champagne en conservant deux cent trois hectares de vignes.
En juillet 2004, la Caisse d'épargne, prend 44 % du capital pour 38 millions d'euros, et accorde un crédit relais de 410 millions d'euros pour lui permettre d'éviter un dépôt de bilan. Lanson perd près de 10 millions d'euros en 2004. En juillet 2005, la Caisse d'épargne, estimant Lanson tiré d'affaire fait savoir que « si des opportunités de cession se présentaient, et à condition qu'elles s'inscrivent dans un plan de développement pérenne pour la société, le groupe Caisse d'épargne, en accord avec les actionnaires majoritaires, serait prêt à les étudier ».
Fin 2004, le groupe Marne et Champagne, numéro deux mondial des groupes de champagne derrière LVMH, annonce qu'il change son nom en Lanson International pour « valoriser son portefeuille de marques ».
Fin 2005, la société d'investissement Butler Capital est sur les rangs pour racheter Lanson International.
En 2006, la maison champenoise BCC (Boizel, Chanoine, Champagne) rachète Lanson International pour 122,7 millions d'euros (ainsi que la maison Burtin, ex Marne et Champagne) en accord avec les actionnaires, les Caisses d'épargne et la famille Mora.
Cette opération majeure de croissance externe permet à Boizel Chanoine Champagne de passer de la sixième à la deuxième place des maisons de Champagne en France. En 2010, l'entreprise BBC adopte le nom de « Lanson-BCC » lors de la célébration du 250e anniversaire du Champagne Lanson au Château de Versailles.

## Historique des bâtiments et des caves

### Les bâtiments
La cour d'accès et les bâtiments sont historiquement ceux de la maison des vins de champagne établis par Binet Fils et Cie en 1886 et rachetés vers 1925 par Lanson. Cet établissement se distingue par son entrée monumentale formant un avant-corps et utilisant la brique et la pierre de taille en alternance. L'enduit, le verre en gros œuvre et les matériaux synthétiques témoignent de restaurations récentes sur les autres bâtiments.
Une réplique en bronze de la statue de l'arc de triomphe du Carrousel de Paris, le carabinier de Joseph Chinard, se situe dans la cour du siège et des caves de la maison Lanson, 66 rue de Courlancy.

### Les caves
Les caves du champagne Lanson, taillées dans la craie, s'étendent sur environ 7 km et abritent près de 20 millions de bouteilles. La cuverie est modernisée en 2015.

## Le domaine viticole
Le domaine exploite une superficie plantée de vignes d'environ 57 hectares. L'encépagement se compose de chardonnay, de meunier et de pinot noir. Pour compléter sa gamme, le domaine se fournit en raisins par des approvisionnements extérieurs.

### Clos Lanson
Le Clos Lanson est un vrai clos car ceint de murs sur son pourtour, il représente 1 hectare planté exclusivement en chardonnay. Il est récupéré par Lanson dans les années 1970. La parcelle est plantée pour moitié en 1961 et pour l'autre en 1985, à la suite du gel de janvier 1985 qui détruit une partie du vignoble en France.
Une cuvée Clos Lanson est réalisée presque chaque année depuis 2006 et cela en apparente contradiction pour une maison qui prône l’assemblage de millésimes, de crus et de cépages habituellement.
La vendange est faite chaque année par le personnel lors d’une petite fête de famille souvent accompagnée d’une personnalité qui parraine la vendange du Clos Lanson.

## Caractéristiques
Depuis son origine, Lanson s'inscrit dans la tradition champenoise en ne pratiquant pas la fermentation malolactique. Cette spécificité permet de conserver des arômes primaires et secondaires. De plus, l'absence de fermentation malolactique préserve plus d'acidité dans les vins.

## Royal Warrant
Le Royal Warrant est un document remis aux fournisseurs d'une famille royale, attestant que leurs produits sont utilisés par la famille royale, souvent un gage de qualité et de reconnaissance. Le Royal Warrant le plus connu est le Royal Warrant of Appointment remis par le Roi ou la Reine d'Angleterre. Il existe aussi un Royal Warrant pour le Duc d'Édimbourg, le Prince de Galles toute comme la Couronne d'Espagne ou la Couronne de Suède. Lanson est la plus ancienne maison de Champagne à détenir le Royal Warrant of Appointment, datant de 1900 et délivré sous le règne de la Reine Victoria.